# Чучулигово
 Тази статия е за селото в България.  За селото в Гърция вижте Чучулигово (дем Сяр).  
Чучулѝгово е село в Югозападна България. То се намира в община Петрич, област Благоевград.

## География
Село Чучулигово е разположено в Санданско-Петричката котловина на левия бряг на река Струма, в непосредствена близост до българо-гръцката граница. Западно от него преминава европейски път E79, а на около 1 km южно е село Кулата. Градини и лозя са разположени на източния хълм над селото с името Пърдикон - име, което идва от факта, че хълмът е стръмен и конете, теглещи каруци по него пърдят от зор и тежест.
Недалеч от Чучулигово се намират останките от кратер на застинал вулкан – Кожух.

## История
Селото е основано след Междусъюзническата война от 1913 година от българи бежанци от Егейска Македония, (днешна Гърция) и носи името на напуснатото село Чучулигово, Серско (днес Анагниси). През 1919 година в селото се установяват и бежанци и от други села в Серско.
През октомври 1925 година, по време на гръцко-българския пограничен конфликт, известен като Петрички инцидент, село Чучулигово е окупирано и опожарено от гръцката армия.
В селото е живял Христо Разбойников от село Дутлия, Серско, избран за секретар на Серския революционен комитет. Негов син е партизанинът Мирчо Разбойников (роден през 1918 г. в Чучулигово). Тома Радовски е районен войвода в Серския революционен окръг на ВМРО. Той сформира районна чета на ВМРО през 1923 год. и преминава с нея в Гърция. Води много сражения с гръцките окупатори, при засада до село Бурсук, Серско Тома Радовски е тежко ранен в двата крака. С големи усилия от неговите четници е пренесен през границата. Лекува се в Чучулигово, но остава куц с единия си крак. В четата участва като подвойвода и готвач Лазар Кунгалов – активист и деец на ВМРО, който става районен войвода.
Кунгалов влиза много млад в организацията, той е имал много добри готварски умения. Яне Сандански е обичал да похапва от неговите комитски гозби. На пределна възраст Лазар Кунгалов е държал месарница и смесен магазин в село Чучулигово, Петричко.

Георги Хазнатарски, заедно с  Тома Радовски донася в Чучулигово първото дръвче липа от Виена с параход по река Дунав след убийството на Тодор Паница в Бургтеатър. Сега цялото село и съседните села имат големи липи.
Във връзка със „Закона за оземляването на бежанците“ приет през 1928 г., при обсъждане на регулационния план, който е общ за Кулата и Чучулигово, жителите на второто село, напътствани и ръководени от бившия околийски войвода на ВМРО – Георги Хазнатарски, роден в село Хазнатар, Демирхисарско, вече жител на село Чучулигово, не приемат и отхвърлят предложението. Според него кулското и чучулиговското поле е трябвало да бъде общо, кулалии да имат ниви до границите на маринополското поле – до река Потока, а чучулиговалии да имат ниви до река Бистрица. Полето на двете села днес е такова, каквото го е решил Георги Хазнатарски при обсъждането през 1928 година. Основният принцип на „Закона за оземляването на бежанците“ е всяко самостоятелно семейство със или без деца получава 25 декара земя (пълно оземляване), от тях 15 декара в полето и 10 декара на баира. По-младите семейства още живеещи при родители по 15 декара земя (непълно оземляване) в полето и баира. 
Чучулигово е било много популярно с Цончо Змияра. На младини Цончо бил комита и веднъж спасил една змия от горски пожар. От тогава говорел и живеел със змиите. Цончо
учел хората да не убиват змии, защото всяка къща в селото има змия – пазителка. Ако я убиеш ще сполети нещастие къщата.
Христо Ташев от село Чучулигово е бил член на ВМРО, отговарял за събирането на пари в нашия край за организацията. След излизането от затвора Христо Ташев имал камион „Опел Блиц“, изоставен от германците по време на Втората световна война. Децата от селото често се налагало да бутат камиона, ако не запали. За тях това било истинска атракция.
След 1944 г. Иван Давков е в близки отношения с Тома Радовски, Христо Ташев и Иван Радовски от с. Чучулигово. През пролетта на 1947 г. в Светиврачко и Неврокопско действа нелегална бойна група, водена от Иван Давков. Въоръжената чета се бори за освобождение от комунистическия режим, тя оперира по южните склонове на планината Пирин. В четата влизат Костадин Соколов от гр. Неврокоп, Васил Петров Киримов – секретар на четата, Илия Савов Шушутев и Борис Ат. Кирпиев, тримата от с. Тешово и едно много дейно момче от с. Голешово. Четата водена от Давков наброявала 40 – 50 решителни мъже, въоръжени с пушки. За да се присъединят към четата няколко затворници бягат от Неврокопския затвор. Всички те са избити от комунистите, в това число и овчари от с. Тешово. На различен срок са осъдени помагачите на четата. Официално властите казват, че е разбита банда бореща се за „независима Македония под американски протекторат“, че са хора на Иван Михайлов. В затвора в гр. Пазарджик са въдворени Таско Колев от Благоевград, Симеон Данев от Катунци и Благой Давков от Петрич. Благой е син на простреляния от комунистите Иван Давков, а след време е реабилитиран. Гранични войски и милицията имат патрули по река Струма, същите застреляха Кръстьо Хаджииванов от село Капатово в местността "Ормана" до Чучулигово. Хаджииванов е поет и антикомунист, от неговият род са възрожденският свещеник Лазар Аврамов Дамов, дядо му Хаджи Иван, който е селски войвода на ВМОРО и чичо му Златко Хаджидимитров, който е околийски войвода на ВМРО. Към майчиния му род от село Хърсово, принадлежат търговецът Стоян Щерков, възрожденският учител Кочо Щерков, вуйчовците му Илия Щерков и Димитър Благоев, който като сирак е храненик на ВМОРО, следва в чужбина на нейни разноски, по-късно става офицер и преводач на Съюзническата контролна комисия. 

## Население

### Етнически състав
Преброяване на населението през 2011 г.
Численост и дял на етническите групи според преброяването на населението през 2011 г.:
|                     | Численост |
| Общо                | 184       |
| Българи             | 178       |
| Турци               | -         |
| Цигани              | -         |
| Други               | -         |
| Не се самоопределят | -         |
| Неотговорили        | 6         |

## Религии
Населението на селото изповядва християнската вяра. В Чучулигово има църква „Свети Георги“, построена в началото на 1990-те. Църквата е построена с дарителски средства от всички родове в селото. В близост до Чучулигово има поставен бюст на поета Кръстьо Хаджииванов. Другите забележителности са железопътен надлез над главната улица в Чучулигово, построен по време на войната през 1944 г., както и хотелите „Роял“ и „Комитите“.

## Личности
Родени в Чучулигово
- Мирчо Разбойников (1918 – 2004), български партизанин, полковник

Починали в Чучулигово
- Георги Хазнатарски (Гогата Хазнатарски) (1877 -1941), български революционер, войвода на ВМРО
- Иван Радовски (1905 – 1978), български революционер, деец и терорист на ВМРО
- Кръстьо Хаджииванов (1929 – 1952), български поет
- Лазар Кунгалов (1884 -1970), български революционер, деец и войвода на ВМОРО и ВМРО
- Марко Радовски (1908 – 1984), български революционер, деец и четник на ВМРО
- Тома Радовски (1862 -1957), български революционер, деец и районен войвода на ВМОРО и ВМРО
- Христо Радовски (1903 – 1980), български революционер, член и деец на ВМРО
- Димитър Радовски (1913 - 1982), български учител и бирник в българската администрация на Сяр по време на българското управление на Беломорието 1941 - 1944 год.[12]

Свързани с Чучулигово
- Александър Радовски (р. 1968), български офицер, футболен деятел, общественик и автор на книгата „Войводите от Чучулигово“ и на още много други книги и статии за дейността на ВМОРО и ВМРО
- Кръстьо Хаджииванов (1929 – 1952), български поет и участник в съпротивата срещу комунистическия режим
- Емилия Божинова (1970), попфолк певица, известна с псевдонима Лия
- Теменужка Хубенова Радовска (1946 - 2019), българска поетеса и учителка в основното училище на Чучулигово[13]
- Христо Разбойников (1881 – 1925), български революционер, деец на ВМОРО и БЗНС
- Христо Ташев, български революционер и член на ВМРО
- Иван Давков, български революционер и войвода на ВМРО - Иван Михайлов. [14]
- Цончо Змияра, участвал в прочистването на населените места в Петричко от змии

## Галерия
- Войводата Тома Радовски от село Чучулигово, Петричко
- Църквата „Свети Георги“ в Чучулигово
- Пощата в Чучулигово
- Основното училище в Чучулигово (не функционира)
- Строителството на железопътния надлез на главната улица в село Чучулигово през 1944 г., войводата Тома Радовски е вторият от дясно
- Къщата в село Чучулигово, Петричко, построена от войводата Тома Радовски през 1920 год.
- Железопътен надлез над главната улица в Чучулигово, построен по време на войната в 1944 г.
- Хотел Роял в непосредствена близост до пътя Е-79
- "Изглед от Чучулигово", автор Любомир Дойчев, 2022 год.